# Quận Cortland, New York
Quận Cortland (tiếng Anh: Cortland County) là một quận trong tiểu bang New York, Hoa Kỳ. Quận lỵ là thành phố Cortland6. Theo điều tra dân số năm 2000 của Cục điều tra dân số Hoa Kỳ, quận này có dân số 48.599 người 2.

## Địa lý
Theo Cục điều tra dân số Hoa Kỳ, quận có tổng diện tích 1300 km², trong đó có 5 km2 là diện tích mặt nước.